# XV Recenseamento Geral da População de Portugal
Listagem do XV recensamento geral da população de Portugal
População de Portugal em 2011:
Segundo o recenseamento geral da população, efectuado em Março de 2011, vê-se que esta é a seguinte, repartida por distritos administrativos:
| Distrito                    | População  |
| --------------------------- | ---------- |
| Aveiro                      | 714 200    |
| Beja                        | 152 758    |
| Braga                       | 848 185    |
| Bragança                    | 136 252    |
| Castelo Branco              | 196 264    |
| Coimbra                     | 430 104    |
| Évora                       | 166 726    |
| Faro                        | 451 006    |
| Guarda                      | 160 939    |
| Leiria                      | 470 930    |
| Lisboa                      | 2 250 533  |
| Portalegre                  | 118 506    |
| Porto                       | 1 817 172  |
| Santarém                    | 453 638    |
| Setúbal                     | 851 258    |
| Viana do Castelo            | 244 836    |
| Vila Real                   | 206 661    |
| Viseu                       | 377 653    |
| Açores                      | 246 772    |
| Madeira                     | 267 785    |
| Total do continente e ilhas | 10 562 178 |

## Fonte
Censos 2011 - Resultados definitivos